# ديفيد توماس (لاعب كرة قدم أمريكية)
ديفيد توماس (بالإنجليزية: David Thomas) هو لاعب كرة قدم أمريكية أمريكي، ولد في 5 يوليو 1983 في بلينفيو في الولايات المتحدة.

## وصلات خارجية
- دايفيد توماس على موقع مرجع كرة القدم المحترفة.كوم (الإنجليزية)